# Camino (Włochy)
Camino (piem. Camin) – miejscowość i gmina we Włoszech, w regionie Piemont, w prowincji Alessandria.
Według danych na styczeń 2010 gminę zamieszkiwało 806 osób przy gęstości zaludnienia 43,7 os./1 km².